# Iósif Grigulévich
Iósif Romuáldovich Grigulévich (en ruso: Ио́сиф Ромуа́льдович Григуле́вич, en lituano: Juozas Grigulevičius; Vilnia, 5 de mayo de 1913- Moscú, 2 de junio de 1988), alías "ARTUR, "JUZIK", "José Escoy", "José Ocampo" y "Teodoro B. Castro" fue un agente lituano del NKVD y de su sucesor, el KGB, activo durante el periodo estalinista y especializado en la eliminación física de personas desafectas al régimen de Moscú. Durante su estancia en España fue el probable asesino de Andreu Nin, jugó un papel central en el asesinato de León Trotski e intentó eliminar al mariscal Tito antes de retirarse a una vida como académico en la Unión Soviética. 

## Primeros años, reclutamiento y primera estancia en América Latina
Grigulévich comenzó su militancia a los 13 años, uniéndose a la Juventud Comunista lituana (en aquel momento ilegal). En 1929 fue detenido por sus actividades políticas, fue expulsado del instituto en el que estudiaba. Comunista convencido, entró a formar parte del Buró Lituano del Partido Comunista bielorruso, donde se hizo un nombre al eliminar varios informantes de la policía lituana. En 1932, es arrestado y pasa más de un año en prisión, antes de ser deportado, estableciéndose en París.
En la capital francesa fue reclutado para los servicios de inteligencia soviéticos por Iósif Friedgut, miembro de la "Administración para Cometidos Especiales", una unidad semiindependiente especializada en asesinato, terrorismo, sabotaje y secuestros en París y que respondía directamente ante el director general del OGPU. Grigulévich entra a formar parte con el nombre en clave de "ARTUR".
En abril de 1934, Grigulévich viaja a Argentina con órdenes de unirse al Socorro Rojo, aprovechando que su padre había emigrado al país austral ocho años antes. Allí aprende a hablar español (con un deje eslavo que hará que lo confundan con un brasileño) y en Buenos Aires se relaciona con círculos de la intelectualidad argentina de origen judío, convirtiéndose en amigo de Flora Toff, secretaria de la DAIA), el periodista Ricardo Veles o el filósofo Emilio Troise.

## Guerra civil española

### El NKVD en España
En respuesta a la petición de ayuda cursada por el gobierno republicano a la Unión Soviética, Moscú nombra el 21 de agosto a Marcel Rosenberg, diplomático de carrera, como embajador en Madrid. En septiembre de 1936 le sigue el NKVD con un equipo escaso de agentes encabezados por Alexander Orlov, repartidos entre Madrid, Barcelona y Valencia. Dicho equipo estaba formado por dos componentes: 
Por un lado, un grupo de agentes "legales" que operaban con nombres falsos (bajo cobertura diplomática basada en trabajos ficticios en la embajada soviética) integrado por el propio Nikolsky/Orlov, Belkin/Belyáev, Syroezhkin/Pancho, Eitingon/Kótov y Vasilevsky/Grebetsky, destinados permanentemente y complementados por otros agentes "temporales" que se quedaban en España entre unos meses y un año. 
Por otro, trabajando con los anteriores, tres agentes "ilegales", esto es, que operaban sin cobertura de la legación soviética: María Fortus, el alemán Erich Tacke y el propio Grigulévich, usados sobre todo en "operaciones especiales" como el secuestro y asesinato de Andreu Nin. Además reclutaron colaboradores sobre el terreno, ya fuese españoles como Luis Lacasa o brigadistas como George Mink.
Aparte, y de manera autónoma, operaban otras ramas de la inteligencia soviética, en particular el GRU (inteligencia militar), cuya misión era ayudar al esfuerzo de guerra mediante asesores, especialistas (pilotos, oficiales navales) y la realización de labores de espionaje contra las tropas franquistas. Para ello contaba con muchos más medios, humanos y materiales, que el NKVD, cuya prioridad era la eliminación del "enemigo interno", entendido este como cualquier muestra de disidencia con respecto a la ortodoxia estalinista, especialmente el trotskismo y los anarquistas, a menudo al margen del aparato estatal republicano.

### Primeras semanas en Madrid
En septiembre de 1936, el NKVD ordena a Grigulévich que se traslade a España, donde llega con documentos a nombre de José Ocampo y pase a formar parte de su estancia en el país como agente "ilegal" (esto es, operando sin cobertura de la embajada). Destinado en un principio en la recién abierta embajada soviética en Madrid, trabaja como intérprete. Muy pronto se convierte en asesor de Santiago Carrillo (dos años más joven que él) y se lo pone al mando, bajo el nombre de "José Escoy" de un pequeño equipo denominado "Brigada Especial", formado por agentes españoles, militantes de las JSU, destinados anteriormente a la protección de la embajada soviética. Esta unidad informal estaba vinculada a la checa de la Agrupación Socialista de Madrid, situada en la calle Fuencarral y que, a su vez, estaba bajo el mando del policía encargado de la seguridad de la embajada soviética, Anselmo Burgos Gil.
Grigulévich y su equipo realizan acciones alegales resumidas por uno de sus integrantes un año después en Barcelona:

Nadie sabe dónde, o para quién, estamos trabajando. Y cuando nuestro turno finaliza no hemos ni oído ni visto nada. Si, eso es obediencia ciega, pero es lo que se pide a cualquiera que sea un militante convencido
Testimonio en "Stalinism in Spain"

A principios de 1937, el NKVD diseñó un plan para intentar asesinar al general Franco, introduciendo a un agente en su círculo inmediato. Para ello ordenó a Theodore Maly, "residente" en Londres (esto es, agente responsable de un determinado territorio) el envío de Kim Philby (bajo el nombre en código de "SÖHNCHEN) como corresponsal de guerra en la zona sublevada. Tras una estancia de tres meses en España, quedó claro que Philby no era la persona adecuada para realizar la misión y, en su lugar, se eligió a un agente con amplia experiencia en este tipo de operaciones: Grigulévich. Para ello se intentó usar a Raimundo Fernández-Cuesta, falangista de primera hora detenido desde marzo de 1936 como medio para llegar al Cuartel General de Franco. Sin embargo, el intento fracasó.

### Asesinato de Andreu Nin
A partir de febrero de 1937, el NKVD recibió instrucciones con una nueva prioridad: el enemigo principal ya no era Franco, sino los partidos y militantes troskistas en España. En la Unión Soviética se desarrollaba la Gran Purga y Stalin decidió emplear su servicio secreto para eliminar a sus enemigos, reales o imaginados, también en el extranjero. Sin embargo, el servicio de inteligencia militar (GRU) continuó ayudando en el esfuerzo de guerra republicano y no tuvo relación con la represión estalinista.
A principios de mayo de 1937, Grigulévich es enviado con sus hombres a Barcelona, donde asumió un "papel principal" en el asesinato de militantes troskistas y anarquistas. Fue secundado por otros tres miembros del NKVD, que también operaban como "ilegales": Fortus, el comunista alemán Erich Tacke y Vaupshásov, responsable de un crematorio clandestino instalado en Barcelona construido para hacer desaparecer los cuerpos de los ejecutados. 
El 23 de mayo de 1937, Aleksandr Orlov, jefe del NKVD en España, puso en marcha un plan para incriminar al POUM en una red existente de espionaje franquista en Madrid. Para ello Grigulévich -que escribía español perfectamente- añadió un texto escrito con tinta invisible en el reverso de un mapa de Madrid incautado a la Quinta columna con el siguiente texto: Al Generalísimo personalmente comunico: En cumplimiento de su orden, fui yo mismo a Barcelona para entrevistarme con el miembro directivo del POUM, "N" (...) me ha prometido enviar nueva gente a Madrid para activar los trabajos del POUM. Con estos refuerzos el POUM llegará a ser un firme y eficaz apoyo (...). Los documentos fueron enviados al Servicio de Contraespionaje de la Comisaría General de Madrid, que informó al ministro del Interior, Julián Zugazagoitia y al director general de Seguridad, el recién nombrado militante comunista coronel Antonio Ortega, que el día 12 de junio libró órdenes de detención contra Nin y la cúpula del POUM.
Para efectuar las detenciones, el 14 de junio se trasladaron desde Madrid agentes de la Brigada Especial, a las que se sumó Grigulévich, bajo el nombre de "José Escoy" y con su placa del servicio de seguridad. El día 16 de junio, Andrés Nin fue arrestado en Barcelona, a la salida de una reunión del Comité Central del POUM y trasladado a la sede de la Juventud Anarquista Ibérica en el Paseo de Gracia. Acto seguido Nin fue llevado primero a Valencia y luego a Madrid bajo la escolta de los agentes Fernando Valentí, Jacinto Rosell y el propio Grigulévich. En un principio, quedó bajo custodia en Atocha, pero unas horas después, a sugerencia de Orlov, fue trasladado a Alcalá de Henares, donde quedó detenido en el chalet perteneciente al diputado Rafael Esparza, asesinado en las sacas de la Modelo en agosto de 1936.
Hasta ese momento, Nin estaba detenido legalmente. Durante los siguientes cinco días fue interrogado por miembros de las fuerzas de seguridad republicanas (no del NKVD) sin que admitiera su implicación en los hechos de los que era acusado. Según Volodarsky, teniendo en cuenta el alto perfil público de Nin es sumamente improbable que fuese torturado, máxime cuando sus custodios, policías regulares, no sabían que iba a ser asesinado.
El 22 de junio, entre las 21:30 y 22:00, un grupo de hombres uniformados, encabezados por un capitán y un teniente (que hablaba español con un fuerte acento extranjero), aparecieron en el chalet exhibiendo documentos falsos firmados por el general Miaja y el coronel Ortega ordenando la entrega del prisionero. El capitán, según los testigos, habló en términos muy cordiales con Nin llamándolo camarada; acto seguido los recién llegados redujeron a los guardias y se llevaron a Nin, dejando una cantidad de pruebas que los identificaban fácilmente como agentes franquistas (recibos, fotografías, billetes de la zona sublevada, etc).
De lo que ocurrió a continuación hay un testimonio directo en forma de nota manuscrita del chófer del automóvil, en ruso, en los antiguos archivos del KGB: 

"N. desde Alcalá de Henares en dirección de Perales de Tajuña, a medio camino, cien metros desde la carretera, en el campo. BOM, SCHWED; JUZIK, dos españoles. Firmado: Chófer de Pierre, VIKTOR
Expediente personal de SCHWED (ORLOV), No. 32476, p. 164

En el mismo archivo se encuentra el siguiente documento: 

Acerca de los implicados en el caso NIKOLÁI (Nin), los principales participantes son 1- L (borrado) y 2- A (borrado) F (borrado). I (borrado) M (borrado) fue un asistente indirecto. Cuando llevó comida al lugar de detención y le abrieron la puerta, nuestra gente entró en el patio interior (21 líneas borradas) (...) JUZIK (Grigulévich) ha servido como mi interprete en el caso y estaba conmigo en el coche en el que sacamos a Nin
Expediente personal de SCHWED (Orlov), No 32476, p. 101, 24 de julio de 1937

SCHWED es Aleksandr Orlov; JUZIK, Iósif Grigulévich; BOM, Erich Tacke; PIERRE, Naum Eitingon, jefe de la subestación del NKVD en Barcelona. El firmante de la primera nota, el chófer Víctor era Víctor Nezhinsky, antiguo oficial del ejército francés reclutado por el NKVD. La L de la segunda nota es probable que sea por el arquitecto Luis Lacasa, mientras que A. F. podría corresponder a Aurelio Fernández.
Lo más seguro es que el encargado de disparar a Nin en ese "campo situado a cien metros de la carretera entre Alcalá de Henares y Perales de Tajuña" fuese el propio Grigulévich, el agente más experimentado en semejantes tareas. 
Un mes después, todos los participantes en la operación -menos Orlov- habían abandonado España. Grigulévich fue el último en llegar a Moscú, donde se le encargó otro trabajo delicado.

## Retorno a América Latina

### Asesinato de León Trotski
Tras un periodo de "entrenamiento especial" el principal responsable del aparato represor estalinista, Beria presentó Grigulévich al jefe de Operaciones Especiales del NKVD, Pável Sudoplátov, describiéndolo como el mejor candidato para llevar a cabo la eliminación de León Trotski, entonces exiliado en México. Grigulévich llegó al país azteca en enero de 1940 bajo el nombre de JUZIK y, tras una cuidadosa organización, el 24 de mayo de 1940 asaltó al frente de un comando (integrado, entre otros, por el pintor David Siqueiros) la casa de Trotski en el barrio de Coyoacán, Ciudad de México. El ataque fue un fracaso ante la resistencia opuesta por los guardaespaldas que protegían al exiliado, en su mayoría jóvenes trotskistas norteamericanos. Uno de ellos, Robert Sheldon Harte, era de hecho un agente infiltrado a las órdenes de Grigulévich, que lo mató de un disparo tras el fracaso de la operación para evitar filtraciones.
Trotski sería finalmente asesinado unos meses después por Ramón Mercader. 

### Sabotaje en América Latina
Acto seguido Grigulévich fue destinado de nuevo a Argentina, donde usó su red de contactos para realizar operaciones de sabotaje contra intereses nazis durante toda la duración de la II Guerra Mundial. Allí se casó con una mujer de nacionalidad mexicana, Laura Araujo Aguilar, que también era una agente del NKVD operando bajo el nombre en clave de "LUIZA".

## Embajador de Costa Rica e intento de asesinato de Tito

### Agente en Italia
En 1949, con la ayuda de Joaquín Gutiérrez, un diplomático y escritor costarricense con simpatías comunistas, Grigulévich consiguió un pasaporte falso de dicho país con el que se asentó en Roma, bajo el nombre de Teodoro Castro Bonnefil. Se presentaba como el hijo ilegítimo de un rico productor de café costarricense y como tapadera estableció un exitoso negocio de exportación e importación. En Roma forjó una gran red de contactos con empresarios y prelados de la Iglesia Católica, convirtiéndose en amigo del expresidente de Costa Rica, José Figueres. En 1951, consiguió ser nombrado Encargado de Negocios de la embajada de Costa Rica en Roma y asesor de la delegación costarricense ante la Sexta Sesión de Naciones Unidas en París. En 1952, fue nombrado Embajador de Costa Rica en Italia y Yugoslavia. Ese mismo año, en secreto, le fue concedida la ciudadanía soviética y fue admitido en el Partido Comunista de la Unión Soviética, como reconocimiento por los servicios prestados. 

### Intento de asesinato del Mariscal Tito

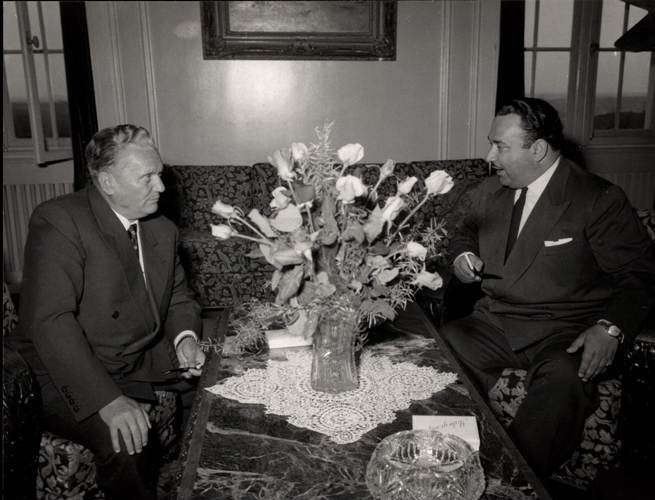
Tito (izda.) junto a Grigulévich en abril de 1953.

A principios de 1952, el NKVD encarga a Grigulévich el asesinato del Mariscal Tito, que había roto con Stalin en 1948 tras insistir en mantener a Yugoslavia independiente del control soviético. Usando su cobertura como embajador costarricense, presentó sus credenciales en Belgrado en 1953 y se encontró con Tito en numerosas ocasiones, pero la muerte de Stalin en marzo de ese año supuso la interrupción de la operación. 
El cambio político que siguió al nombramiento de Nikita Jrushchov tuvo como consecuencia que fuese llamado a Moscú y el fin de su carrera como agente secreto soviético. En Roma la súbita desaparición del embajador costarricense junto con su familia provocó un escándalo en el que se llegó a sospechar de la intervención de la Mafia.

## Últimos años y muerte
Establecido en la Unión Soviética, Grigulévich rehízo su vida como académico: obtuvo un doctorado en Etnografía, consiguió un puesto como investigador en el Instituto Etnográfico y se convirtió en un experto de referencia en las áreas de Latinoamérica y la Iglesia Católica. Escribió 58 libros sobre diferentes temas, incluyendo biografías de Pancho Villa, Simón Bolívar, Che Guevara, Salvador Allende o su excompañero David Siqueiros, una Historia de la Inquisición y una obra en español: La Iglesia y la Sociedad en América Latina. En 1979, fue admitido en la Academia de Ciencias de la URSS y no fue hasta la disolución de la Unión Soviética y la publicación del llamado Archivo Mitrojin, a mediados de los noventa, que su pasado como agente, espía y asesino no salió a la luz.
Iósif Grigulévich falleció el 2 de junio de 1988 en Moscú. Fue incinerado y sus cenizas enterradas en el cementerio de Donskói.